# Wettinia drudei
Wettinia drudei là loài thực vật có hoa thuộc họ Arecaceae. Loài này được (O.F.Cook & Doyle) A.J.Hend. miêu tả khoa học đầu tiên năm 1995.